# 易经 (小说)
易经是张爱玲的一本半自传体小说，在美国用英语写成，2010年4月15日由香港大学出版社出版.，

## 背景
这部小说和《雷峰塔》最初是张爱玲在美国用英文写的，由皇冠出版社(香港)有限公司出版。在《雷峰塔》中，作者描绘了20世纪20-30年代作者在天津市和上海市的童年岁月，而这本书则围绕她在香港战时的学生时代。